# Charlton (Massachusetts)
Charlton é uma vila localizada no condado de Worcester no estado estadounidense de Massachusetts. No Censo de 2010 tinha uma população de 12.981 habitantes e uma densidade populacional de 114,44 pessoas por km².

## Geografia
Charlton encontra-se localizado nas coordenadas 42° 08′ 02″ N, 71° 58′ 05″ O. Segundo o Departamento do Censo dos Estados Unidos, Charlton tem uma superfície total de 113.43 km², da qual 109.25 km² correspondem a terra firme e (3.69%) 4.18 km² é água.

## Demografia
Segundo o censo de 2010, tinha 12.981 pessoas residindo em Charlton. A densidade populacional era de 114,44 hab./km². Dos 12.981 habitantes, Charlton estava composto pelo 96.2% brancos, o 0.69% eram afroamericanos, o 0.18% eram amerindios, o 0.92% eram asiáticos, o 0.07% eram insulares do Pacífico, o 0.52% eram de outras raças e o 1.41% pertenciam a duas ou mais raças. Do total da população o 2.88% eram hispanos ou latinos de qualquer raça.